# Margaret Harrison
Margaret Harrison (née en 1940 à Wakefield) est une artiste britannique. Figure influente du mouvement de l'art féministe en Grande-Bretagne, elle mêle art et activisme dans une réflexion croisée sur les questions de genre et de classe et s'attache à rendre visible les différentes formes de domination,. Son travail artistique s'appuie sur une recherche documentaire qui est souvent visible dans ses installations, sous forme de photographies, d'interviews, etc.

## Biographie
Après la Seconde Guerre mondiale, la famille de Margaret Harrison vit d'abord à Bridlington, puis à Cumbria. Elle étudie au Carlisle College of Art de 1957 à 1961, à la Royal Academy of Arts à Londres, de 1961 à 1964 et est diplômée de l'Académie des Beaux-Arts de Pérouse en 1965.
Elle est une des fondatrices du London Women's Liberation Art Group en 1970, un groupe d'activistes qui mène des actions spectaculaires, comme lancer des tomates et de la farine sur Bob Hope, le présentateur du concours de Miss Monde au Royal Albert Hall.

## Œuvre
Plusieurs de ses installations, basées sur des photographies, des interviews et des images produites par les médias de masse, proposent une réflexion sociologique sur les conditions de travail des femmes à la suite de la crise industrielle des années 1970 en Grande-Bretagne, les violences domestiques ou encore l’armement nucléaire.    
Margaret Harrison effectue des recherches rigoureuses et une analyse approfondie avant de réaliser ses œuvres. Elle place l’expérience des femmes dans un contexte global, de plus en plus caractérisé par les migrations et les déplacements. Les questions qu'elle explore sont plutôt universelles et intemporelles : les travailleuses à domicile, le viol et la violence domestique, l'impact de la guerre sur les femmes, la célébrité et la beauté telle que représentée par l'industrie des cosmétiques. Margaret Harrison travaille aux États-Unis et en Angleterre et expose à travers le monde.        
Ses œuvres font partie des collections permanentes de la Tate modern, du Conseil des arts de Grande-Bretagne, de l'Université de Californie, de la Carlisle City Art Gallery et du Victoria and Albert Museum.

### L'image des femmes
Margaret Harrison questionne la marchandisation de la femme. Elle représente des hommes dans des positions et des tenues qu’on considère comme sexy pour des femmes mais dégradantes quand elles sont attribuées à des hommes,.
Lors de sa première exposition personnelle en 1971 à la Motif Edition Gallery de Londres, Margaret Harrison s'attaque aux assignations de genre et aux stéréotypes en affublant l'icône pop Captain America d'attributs érotiques féminins. Dans la même exposition figure un dessin satirique, «He’s Only a Bunny Boy but He’s Quite Nice Really» qui représente Hugh Hefner, le propriétaire du magazine américain Playboy en Bunny girl. Alors que Playboy publie, avec succès des photos de femmes dénudées portant des oreilles de lapin, l’image de Hugh Hefner dans la même tenue est considérée comme choquante. L'exposition est fermée après une journée pour indécence,,,. Le dessin est finalement volé et Margaret Harrison en réalise une nouvelle version en 2011, qui reprend une mise en scène de Playboy, avec une femme couchée sur une peau de bête, qui est en fait la peau de Hugh Hefner.
Avec la frise chronologique From Rosa Luxembourg to Janis Joplin de 1992, Margaret Harrison livre la généalogie de femmes célèbres exposées brutalement à la notoriété et montre les conséquences néfastes qui en découlent.

### Les violences faites aux femmes
Son travail Beautiful Ugly Violence, suite de peintures à l'huile et de collages, démontre les liens entre les différentes formes de violence à l'égard des femmes qui se produisent dans le monde entier, que ce soit les violences domestiques, les viols ou les mutilations génitales, les assassinats liées à la dot ou les crimes d'honneur. Margaret Harrison explore aussi les relations complexes entre la violence domestique et dans le domaine économique et  politique mondial plus large. Les couleurs vives de ses peintures contrastent avec l'horreur du thème. Des objets quotidiens, banals, posés sur un écrin de soie esthétisent les instruments d'une violence largement invisible. L’œuvre artistique comprend aussi des témoignages de détenus amenés à s'interroger sur leur violence dans le cadre d' un programme de réinsertion,.

### La condition sociale des femmes
La crise industrielle des années 1970  touche de plein fouet le Royaume-Uni. Margaret Harrison s'engage alors dans une réflexion sur les conditions sociales des femmes dans les classes populaires. Entre 1973 et 1975, elle collabore avec les artistes Kay Hunt et Mary Kelly pour une étude sur le travail des femmes dans une usine de boîtes métalliques à Bermondsey, Londres. Elles présentent leurs résultats en 1975 dans l'installation Women and Work : A Document on the Division of Labour in Industry 1973-1975 qui est exposée pour la première fois à la South London Art Gallery en 1975. L'exposition raconte les histoires de 150 travailleuses ayant participé au projet et leur rapport au lieu de travail et élabore des réflexions sur les changements dans le travail et l'industrie induits par l'Equal Pay Act (en) (loi sur l'égalité de rémunération) adoptée en 1970.  L’œuvre utilise la méthode sociologique comme stratégie conceptuelle. Elle présente un aspect minimaliste avec des photographies et des films en noir et blanc, de simples textes dactylographiés et des graphiques et documents photocopiés. Les cartes perforées enregistrent l'écart de salaire entre les hommes et les femmes, et les films de la vie en usine montrent des femmes confinées à des tâches répétitives, statiques et peu qualifiées tandis que les hommes exercent des rôles plus physiques et de supervision,.  
Entre 1978 et 1980, elle consacre un travail aux Homeworkers, travailleuses à domicile, soumises à un travail répétitif, abrutissant, mal payées et dans l'impossibilité d'émettre des revendications.  
L’installation Craftwork (The Prostitution Piece), en 1980, montre les conséquences de la crise industrielle sur les travailleuses dont certaines sont obligées de recourir à la prostitution pour survivre. Elle leur donne la parole et montre une série d’œuvres textiles illustrant la perte d'un savoir faire qui aurait permis à ces femmes de s’en sortir dignement,.

### Greenham common, les missiles nucléaires
Margaret Harrison réalise un travail important sur Greenham Common, un vaste mouvement de femmes qui, en 1981, protestent contre la présence de missiles américains sur un terrain de Greenham. Margaret Harrison témoigne de ces actions avec des textes et de grandes installations utilisant des images d’archives, des objets, vêtements et des jeux de miroir. De 1981 à 1989, elles mènent une campagne anti-missiles autour de ce camp et, réussissent à faire plier les autorités,.

## Distinction
En 2013, elle remporte le Northern Art Prize. 

## Expositions
- 1980 : Issue: Social Strategies by Women Artists, Institute for Contemporary Arts, Londres
- 2004 : Beautiful Ugly Violence, Intersection of the Arts, San Francisco[8]
- 2011 :  I am a Fantasy, Galerie PayneShurvell, Londres[13],[20],
- 2014 : Beautiful Ugly Violence, Silberkuppe, Berlin
- 2015 : On reflexion, Ronald Feldman Gallery , New York[21]
- 2017-2018 : Margaret Harrison: Dialogues between sex, class and violence, Azkuna Zentroa, Bilbao[22]
- 2019 : Danser sur les missiles, Fonds régional d'art contemporain de Lorraine, Metz[15]
- 2020 : Galerie Nicolas Krupp, Bâle[23]
- 2020 : Danser sur les Missiles, BPS22, Charleroi[7]